# Hans Joachim Moser
Hans Joachim Moser (Berlino, 1889 – 1967) è stato un musicologo tedesco.
Figlio di Andreas Moser e padre di Edda Moser, fu docente di musicologia dal 1925 a Halle e Heidelberg e direttore dell'Akademie für Kirchen di Charlottenburg, quindi docente a Berlino.